# Micronycteris
Micronycteris es un género de murciélagos microquirópteros de la familia Phyllostomidae que son conocidos comúnmente como murciélagos orejudos pequeños. Se encuentran en América Central y del Sur.

## Especies
Se han descrito las siguientes especies:
- Micronycteris brosseti
- Micronycteris hirsuta
- Micronycteris homezi
- Micronycteris matses
- Micronycteris megalotis
- Micronycteris microtis
- Micronycteris minuta
- Micronycteris sanborni
- Micronycteris schmidtorum